# Mouhallabié
Le mouhallabié (ou parfois mouhallabieh) est un flan au lait parfumé à la fleur d'oranger. Il est généralement servi avec du sirop de sucre et des morceaux de pistaches. Certaines recettes incorporent de l'eau de rose, de l'amande amère ou du miel.
Généralement associé à la cuisine libanaise, son origine remonterait aux Sassanides. Il se retrouve donc dans de nombreuses cuisines du Moyen-Orient (Turquie par exemple).